# Statens konstmuseer
Statens konstmuseer (tidigare Svenska statens konstsamlingar) var 1976–1999 en svensk myndighet som omfattade Nationalmuseum, Moderna museet och Östasiatiska museet (samt åren 1995–1999 Prins Eugens Waldemarsudde). Myndigheten utgav en årsbok. När Moderna museet och Östasiatiska museet lämnade myndigheten 1999 bytte den namn till Nationalmuseum med Prins Eugens Waldemarsudde. Sedan 2017 heter myndigheten Nationalmuseum.